# Geertruida XVII
Il Geertruida XVII  fu un rimorchiatore costruito nei Paesi Bassi, che poi prestò servizio nella Regia Marina dal 1939 al 1943 e quindi nella Marine Nationale dal 1943 al 1959.

## Storia
Nel 1918 il cantiere navale J.Th. Meyer di Sliedrecht, Paesi Bassi, costruì per conto della compagnia J. Gronewegen il rimorchiatore Geertruida XVII. L'unità venne venduta alla Societé Dunkerquoise de Remorquage & Sauvetage che lo rinominò Yser. Nel giugno 1938 fu acquistato dalla S.A. Carmelo Noli assumendo il nome di Priamar, e dopo l'inizio della seconda guerra mondiale fu temporaneamente iscritto al ruolo Naviglio Ausiliario della Regia Marina come dragamine ausiliario dal 12 ottobre al 24 dicembre 1939. Il 1 giugno 1940, in vista dell'entrata in guerra del Regno d'Italia passò nuovamente in servizio nel ruolo Naviglio Ausiliario con la sigla ottica G16 (o R24) venendo impiegato come nave scorta ai convogli sulle rotte per l'Africa Settentrionale Italiana. Nel maggio 1942 partecipò alla scorta al convoglio "Mira", e verso la fine dell'anno al rimorchio del piropeschereccio Cefalo da La Goletta all'arsenale di Ferryville, vicino a Biserta, sul quale era morto il comandante Salvatore Todaro. Nei primi giorni del maggio 1943 diede assistenza alla torpediniera Tifone danneggiata nel corso della scorta alla motonave Belluno nell'ultima missione di rifornimento alle forze dell'Asse presenti in Tunisia. All'atto della caduta della Tunisia il Priamar venne rinvenuto abbandonato a due miglia dalla costa, venendo catturato il 14 maggio 1943 e incorporato dalla Marina della Francia Libera con la sigla ottica R93. Prestando servizio nella Marine Nationale  fu denominato in successione Corse, Peletuvier, e poi Peuplier con sigla ottica PP. Radiato a Tolone nel 1959 venne venduto ad un armatore privato, nelle colonie d'oltremare francesi. Il suo destino finale non e noto.
Il rimorchiatore Priamar e il protagonista del libro di Gianfranco Vanagolli I dannati del Priamar.

### Fonti
1. 1 2 3  Brescia 1922, p. 22.
2. 1 2 3 4 5 6 7 8 9  Brescia 1922, p. 25.
3. ↑  Il Mare.